# Arousiak Papazian
Arousiak Papazian (orm. Արուսեակ Փափազեան) (ur. 18 marca 1841 w Konstantynopolu, zm. 27 kwietnia 1907 tamże) – Ormianka, pierwsza zawodowa aktorka w Imperium Osmańskim.

## Życiorys
Urodziła się w rodzinie ormiańskiej w Konstantynopolu, ówczesnej stolicy Imperium Osmańskiego w 1841. Zanim została aktorką, pracowała jako nauczycielka. 
Nowoczesny teatr w dzisiejszej Turcji został stworzony przez Ormian w latach 50. XIX wieku. Ze względów religijnych muzułmanie nie chcieli występować na scenach, dlatego też przez wiele lat aktorami byli chrześcijańscy Ormianie. 
Arousiak zadebiutowała w 1857 w teatrze Naum Sırabyana Hekimyana, w którym występowała do 1859. Od 1861 była związana z teatrem Arevelian Tatron. Po jego zamknięciu w latach 1863–1864 ponownie występowała w Teatrze Naum.
Mikael Nalbandian napisał w 1860, że wraz z Aghavni Papazian były pierwszymi kobietami, które odrzuciły uprzedzenia i wystąpiły na scenie. Stały się pierwszymi publicznie widzialnymi kobietami w Imperium Osmańskim  w czasach, gdy nawet żeńska część publiczności teatralnej musiała oglądać ich występy zza przepierzenia. 
Po wyjściu za mąż przerwała swoją karierę w 1868, gdyż jej mąż nie akceptował jej występów na scenie ani nawet wizyt w teatrze jako widz. 